# Монгольське завоювання Волзької Булгарії
Монгольське завоювання Волзької Булгарії — кампанія монгольських військ на середній Волзі в перші роки правління Угедея і в ході їхнього західного походу проти Волзької Булгарії. Відбувалося з 1229 по 1239 роки і закінчилося включенням території Волзької Булгарії до складу Золотої Орди.

## Невдача монголів (1223)
В 1223 році після перемоги над русинами і кипчаками (половцями) в битві на Калці, монгольське військо Субедея і Джебе вторглося в південноруські землі, але потім повернули на північний схід, до Волзької Булгарії, яка також була метою їхнього першого походу в Європу. Монголи були розбиті, що стало одним з перших випадків, коли монгольська армія зазнала поразки. Булгари організували засідку і знищили більшу частину монгольського війська.

## Завоювання
Монголи повернулися в 1229 році під командуванням Субедея і Кокоша, посланих новим великим ханом Угедеєм. Вони розбили прикордонний загін булгар на річці Урал. Кілька років по тому, в 1232 році, монгольська кавалерія підкорила південно-східну частину Башкирії і зайняла південну частину самої Волзької Булгарії. Настала стратегічна пауза, коли монголи не були готові атакувати булгарську столицю, а й булгари не могли перейти до активних дій і вигнати їх зі своєї землі.

### Західний похід
На монгольському курултаї 1235 року було прийнято рішення посилити корпус Субедея силами всіх улусів, і нове монгольське вторгнення в Волзьку Булгарію сталося восени 1236 року. Чисельність монгольського війська в 120—150 тисяч в істориків найбільш популярна. Монгольські війська на чолі з Батиєм обложили і захопили Біляр, Булгар, Сувар, Джукетау і низку інших міст і укріплень Волзької Булгарії. Частина жителів була вбита або продана в рабство, інша частина жителів втекла на північ у непрохідні лісові масиви. Деякі булгарські біженці, що сховалися в західних землях, де вони були відомі як вправні майстрові, в тому числі і як ювеліри і як різьбярі по каменю, були прийняті володимиро-суздальским князем Юрієм Всеволодовичем і розміщені в містах на верхній Волзі.
Під час монгольського походу на Північно-Східну Русь (1237/38), булгари під проводом знаті повстали. Але основні сили монголів, які повернулися в Середнє Поволжя наступної зими, зуміли придушити повсталих булгар і їхніх васалів.

## Наслідки
Волзька Булгарія увійшла до складу Улуса Джучі, який пізніше став відомим як Золота Орда. Вона була розділена на різні «князівства», потім кожне з них стало васалом Золотої Орди і отримало деяку автономію.
Основна частина булгарського населення була змушена переміщатися на північний захід і північний схід, концентруючись на території північних районів сучасних Чувашії і Татарстана, південних районів сучасної Удмуртської Республіки. Більшість булгар селилася уздовж Волги і Ками, у тому числі в околицях міста Казань, яке було засноване ними раніше як північний форпост булгарскої держави, а в підсумку стало новим культурним і політичним центром — ядром держави, яка отримала згодом назву Казанське ханство. Казань стала не тільки культурним і політичним, а й новим торговим центром всього волго-уральського регіону. Деякі міста, такі наприклад як Булгар або Джукетау, були відновлені, але колишньої могутності вже не досягли. Степові райони Волзької Болгарії освоювалися різними кочовими в основному тюркськими племенами, які згодом відкочували в степи сучасного Казахстану та Середньої Азії. У 15 столітті одна з таких орд на чолі з Абу-л-хайром створила нове державне утворення «Узбецьке ханство» але відразу ж після смерті Абу-л-хайра воно розпалося і його залишки на чолі Мухаммеда Шейбані хана просунулися в Середню Азію, з чим пов'язана поява етноніма «узбек», який закріпився в даному регіоні після асиміляції прийшлих сюди кочових дештикипчакських узбеків з частиною місцевого населення.
Деякі булгари, насамперед майстри і ремісники, були насильно переміщені в Сарай та інші міста Золотої Орди.
У середині XIV століття деякі князівства Волзької Булгарії стали більш незалежними і навіть вводили свої власні гроші. Князівствами стали правити булгарські еміри. В 1430-ті роки Болгарське царство під проводом Улу-Мухаммеда стало незалежним від Золотої Орди. В 1440-ві, всі землі з населенням колишньої Волзької Булгарії були включені в Болгарське царство, його хани, як і в інших улусах Золотої Орди, належали до династії Джучі. Ханство також включало в себе марійські й чуваські землі, а правителі башкирів, удмуртів, мордви вважалися васалами Казані. Це були народи, які традиційно знаходилися під економічним і культурним впливом Волзької Булгарії.